# Potamarius nelsoni
Potamarius nelsoni is een straalvinnige vissensoort uit de familie van de christusvissen (Ariidae). De wetenschappelijke naam van de soort is voor het eerst geldig gepubliceerd in 1902 door Evermann & Goldsborough.